# مبدأ جدانوف

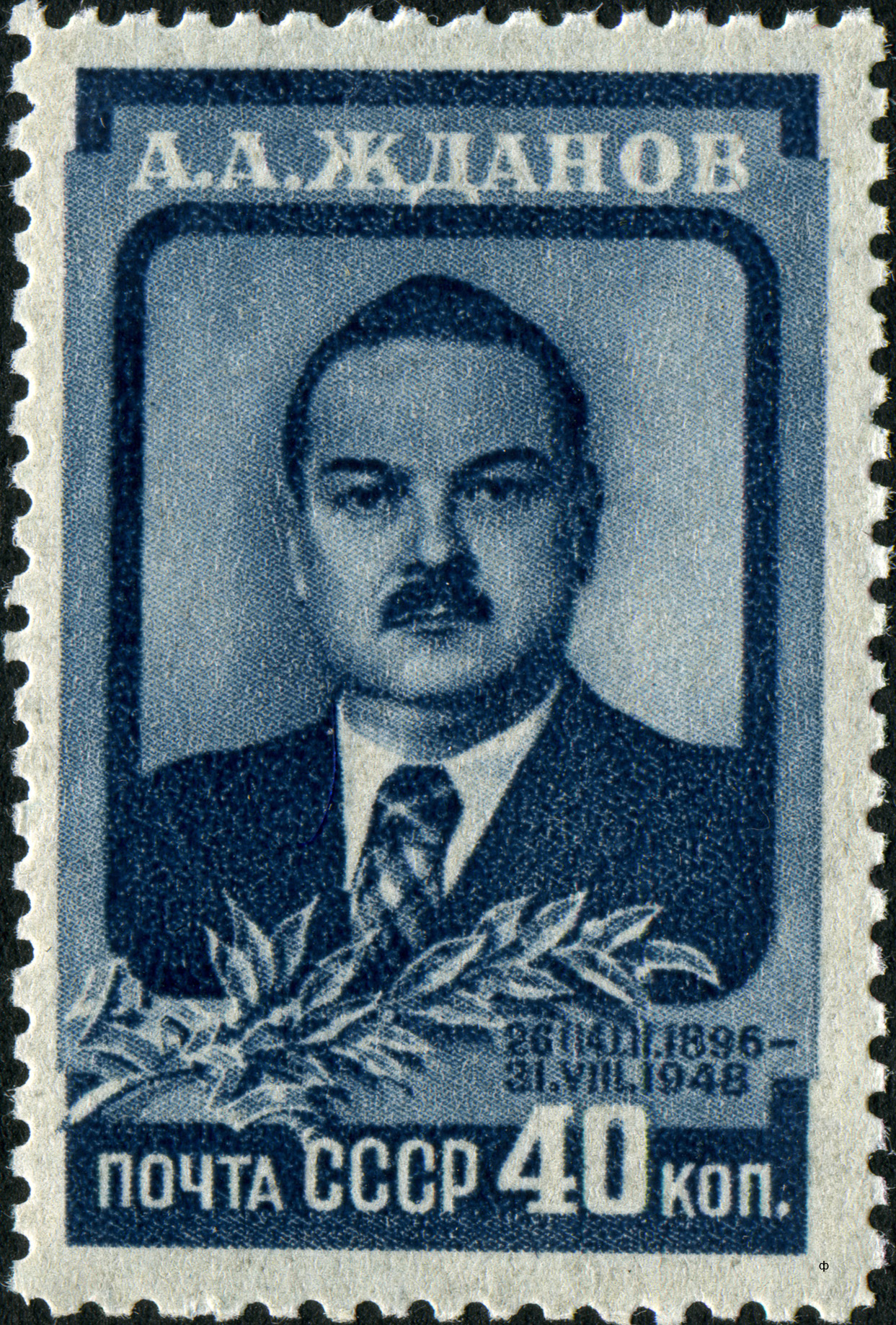
طابع بريد سوفيتي يحمل صورة جدانوف

مبدأ جدانوف (بالروسية: доктрина Жданова) خلال المؤتمر الدولي للأحزاب الشيوعية في بولونيا 22 سبتمبر 1947 قدّم السكرتير الثالث للحزب الشيوعي السوفيتي أندري ألكسندروفيتش جدانوف تقريرا أكد فيه حتمية الصراع مع المعسكر الغربي الرأسمالي خصوصا بعد مبدأ ترومان واصفا الولايات المتحدة الأمريكية بالدولة التي تقود الامبريالية والساعية إلى الهيمنة على العالم مما يستوجب تجنيد كل القوى لمواجهتها. كما يهدف إلى تقديم الدعم اللامحدود و التعاون بين جميع الاحزاب الشيوعية من خلال الكومنفورم.